# Mazet-Saint-Voy
Mazet-Saint-Voy település Franciaországban, Haute-Loire megyében. Lakosainak száma 1111 fő (2022. január 1.). Mazet-Saint-Voy Le Chambon-sur-Lignon, Araules, Champclause, Fay-sur-Lignon, Saint-Jeures, Tence és Les Vastres községekkel határos.

## Népesség
A település népességének változása:
| Lakosok száma | 1514 | 1106 | 1077 | 1078 | 1140 | 1119 | 1109 | 1110 | 1111 | 1111 |
|               | 1968 | 1982 | 1990 | 2006 | 2013 | 2015 | 2017 | 2019 | 2020 | 2022 |